# San Lorenzo (San Marcos)
San Lorenzo é uma cidade da Guatemala do departamento de San Marcos.
É a terra natal de Justo Rufino Barrios Auyón, presidente da Guatemala de 1873 até 1885. Sua residência foi declarada patrimônio nacional.

## Geografia
San Lorenzo tem uma área de 25 km², o que faz um dos menores municípios tanto no departamento de San Marcos quanto na Guatemala. Está localizada a 23 quilômetros a oeste da cidade de San Marcos, a capital do departamento.